# 페르시아의 왕자: 전사의 길
《페르시아의 왕자: 전사의 길》(Prince of Persia: Warrior Within)은 액션 어드벤처 비디오 게임이며 《페르시아의 왕자: 시간의 모래》의 시퀄이다. 《전사의 길》은 유비소프트가 개발, 배급하였으며, 2004년 12월 2일 엑스박스, 플레이스테이션 2, 게임큐브, 마이크로소프트 윈도우용으로 출시되었다.
《전사의 길》의 포팅은 파이프웍스에 의해 이루어졌으며, "Prince of Persia: Revelations"로 이름이 변경되면서 소니의 플레이스테이션 포터블용으로 2005년 12월 6일에 출시되었다. 2010년 6월 3일, 게임로프트가 개발한 《전사의 길》은 아이폰용으로 출시되었다. 게임 내 메뉴와 관련한 문제로 인하여 이 게임은 같은 날 앱 스토어에서 철거되었다. 이 게임은 2010년 6월 17일 메뉴를 고치고 튜토리얼을 개선하여 재출시되었다. "Prince of Persia: Warrior Within HD"라는 이름의 아이패드 버전은 2010년 9월 15일에 출시되었다. 리마스터 HD 버전의 《전사의 길》은 2010년 12월 4일 플레이스테이션 3용으로 플레이스테이션 네트워크에 출시되었다.

## 평가
| 평론 점수 평론사 점수 GC iOS PC PS2 PSP 엑스박스 에지 N/A N/A N/A 7/10 [ 8 ] 5/10 [ 9 ] N/A EGM 8.5/10 [ 10 ] N/A N/A 8.5/10 [ 10 ] N/A 8.5/10 [ 10 ] 유로게이머 N/A N/A N/A N/A 6/10 [ 11 ] 7/10 [ 12 ] 게임 인포머 9.25/10 [ 13 ] N/A N/A 9.25/10 [ 13 ] 7.75/10 [ 14 ] 9.25/10 [ 13 ] 게임 레볼루션 B [ 15 ] N/A N/A B [ 15 ] N/A B [ 15 ] 게임프로 N/A N/A N/A [ 16 ] N/A N/A 게임스팟 8.8/10 [ 17 ] N/A 8.6/10 [ 18 ] 8.8/10 [ 19 ] 7.4/10 [ 20 ] 8.7/10 [ 21 ] 게임스파이 [ 22 ] N/A [ 23 ] [ 24 ] [ 25 ] [ 26 ] 게임존 N/A N/A 9.1/10 [ 27 ] 9.4/10 [ 28 ] N/A 8.7/10 [ 29 ] IGN 8.6/10 [ 30 ] 6.9/10 [ 31 ] 8.6/10 [ 32 ] 8.5/10 [ 33 ] 6/10 [ 34 ] 8.7/10 [ 35 ] 닌텐도 파워 4.6/5 [ 36 ] N/A N/A N/A N/A N/A OPM (US) N/A N/A N/A [ 37 ] [ 38 ] N/A OXM (US) N/A N/A N/A N/A N/A 9.6/10 [ 39 ] PC 게이머 (US) N/A N/A 64% [ 40 ] N/A N/A N/A en:Detroit Free Press N/A N/A N/A N/A N/A [ 41 ] 시드니 모닝 헤럴드 [ 42 ] N/A [ 42 ] [ 42 ] N/A [ 42 ] 통합 점수 메타크리틱 83/100 [ 43 ] 72/100 [ 44 ] 83/100 [ 45 ] 83/100 [ 46 ] 65/100 [ 47 ] 83/100 [ 48 ] |         |        |        |         |         |          |
| 평론 점수 |         |        |        |         |         |          |
| 평론사 | 점수    | 점수   | 점수   | 점수    | 점수    | 점수     |
| 평론사 | GC      | iOS    | PC     | PS2     | PSP     | 엑스박스 |
| 에지 | N/A     | N/A    | N/A    | 7/10    | 5/10    | N/A      |
| EGM | 8.5/10  | N/A    | N/A    | 8.5/10  | N/A     | 8.5/10   |
| 유로게이머 | N/A     | N/A    | N/A    | N/A     | 6/10    | 7/10     |
| 게임 인포머 | 9.25/10 | N/A    | N/A    | 9.25/10 | 7.75/10 | 9.25/10  |
| 게임 레볼루션 | B       | N/A    | N/A    | B       | N/A     | B        |
| 게임프로 | N/A     | N/A    | N/A    | [ 16 ]  | N/A     | N/A      |
| 게임스팟 | 8.8/10  | N/A    | 8.6/10 | 8.8/10  | 7.4/10  | 8.7/10   |
| 게임스파이 | [ 22 ]  | N/A    | [ 23 ] | [ 24 ]  | [ 25 ]  | [ 26 ]   |
| 게임존 | N/A     | N/A    | 9.1/10 | 9.4/10  | N/A     | 8.7/10   |
| IGN | 8.6/10  | 6.9/10 | 8.6/10 | 8.5/10  | 6/10    | 8.7/10   |
| 닌텐도 파워 | 4.6/5   | N/A    | N/A    | N/A     | N/A     | N/A      |
| OPM (US) | N/A     | N/A    | N/A    | [ 37 ]  | [ 38 ]  | N/A      |
| OXM (US) | N/A     | N/A    | N/A    | N/A     | N/A     | 9.6/10   |
| PC 게이머 (US) | N/A     | N/A    | 64%    | N/A     | N/A     | N/A      |
| en:Detroit Free Press | N/A     | N/A    | N/A    | N/A     | N/A     | [ 41 ]   |
| 시드니 모닝 헤럴드 | [ 42 ]  | N/A    | [ 42 ] | [ 42 ]  | N/A     | [ 42 ]   |
| 통합 점수 |         |        |        |         |         |          |
| 메타크리틱 | 83/100  | 72/100 | 83/100 | 83/100  | 65/100  | 83/100   |